# He's Too Sexy for His Fat
"He's Too Sexy for His Fat" (em português, "Ele É Muito Sexy para a Sua Gordura") é um episódio da segunda temporada da série animada da FOX Uma Família da Pesada. É o vigésimo quarto a ser exibido de todo o seriado.

## Enredo
Quando Brian adquire pulgas, a casa inteira se infesta dos parasitas. Os exterminadores vêm, armados com armamentos militares em vez do equipamento convencional, e atiram por todo o lar, enquanto caçam as pulgas. Brian coloca toda a família em um belo hotel enquanto a casa está fechada para reparos e renovação. Peter pula como uma bola de canhão na piscina e Brian critica Stewie quando o bebê recusa a entrar na água. Ele nada com boias e fica satisfeito quando passa na frente do jato de água, fazendo-o dizer, "Bem, olá, senhor jato de água." Chris toma consciência de seu peso quando os empregados e os convidados se divertem às custas dele. Decide começar um regime a base de dietas e exercícios, mas os resultados não são bons.
Lois faz bolo de carne para a família, entretanto, Chris somente sente seu cheiro, já que deseja continuar com sua dieta. Recusa o prato, porém, sua mãe lhe diz que isso fará bem a ele. Peter leva o filho na academia para praticar alguns exercícios. Ele encontra um desentupidor com um bolinho preso nele. Chris corre na esteira para alcançar o bolinho, até que consegue. Após visitar o irmão de Cleveland, Broderick, para discutir sobre lipoaspiração, o garoto opta por não fazer a cirurgia, mas Peter surpreende a família e decide fazer, no lugar do filho, e fica magro. Após escutar repressões vindas de sua esposa por seu comportamento, ele não entende nada do que escutou e faz outras melhorias, como adicionar músculos e trocar de nádegas, afirmando que "[sua] antiga tinha uma rachadura." Isso faz Lois se sentir muito mais atraída por ele, mesmo não gostando e duvidando das ações do marido, e o homem é convidado para o Clube de Pessoas Bonitas de Quahog. Chris, contudo, não é considerado uma "pessoa bonita" e tem que esperar do lado de fora: Lois fica furiosa, já que Peter não faz nada em relação ao acontecido.
Enquanto isso, Stewie tira vantagens durante o díficil tempo em que seu irmão ficou de dieta. Ele tenta causar desejos em Chris ao comer grandes quantidades de comidas gordurosas que o garoto não pode mais consumir. Eventualmente, o bebê leva isso longe demais e passa a sofrer de obesidade infantil. Também parece sofrer de transtorno alimentar, comendo muito mais do que aguenta. Quando seu aumento de peso começa a ser perceptível, Lois diz que "está ganhando um pouco da barriga do Buda". Stewie fica imóvel e precisa ser carregado para se movimentar, ou andar em um carrinho. Sua mãe parece ignorar o ganho de peso do filho, vendo que não há mais conserto. Por causa disso, o bebê fica muito pesado para sua cadeira, quebrando-a e não conseguindo se levantar, então, Brian se diverte ao girá-lo. Com o tempo, ele também não consegue vestir suas roupas nem alcançar seu rosto com os braços. Esse sub-enredo não possui resolução; Stewie volta ao normal na cena final, sem explicação alguma.
Depois de argumentar com Lois, Peter vai andar de carro e não consegue parar de admirar seu reflexo no retrovisor, fazendo com que ele bata o veículo e caia em um tanque de uma indústria de banha, onde ele consome grande parte do lipídio e, por causa disso, volta ao seu físico antigo. Surpreso pelo fato de que sua família continuou ao seu lado mesmo com seu comportamento, Peter pede desculpas a todos, principalmente para Chris. Lois pergunta se ele aprendeu a valiosa lição com essa experiência, embora responda "não", terminando o episódio de forma imediata.

## Recepção
Em sua avaliação de 2009, Ahsan Haque da IGN classificou o episódio em 9/10, chamando-o de um "clássico memorável" com uma história "sem nenhum valor redentor que seja" e "prega todas as coisas erradas, mas faz isso de maneira hilária que, esperançosamente, grande parte dos telespectadores pode perceber com sua inteligência."